# Список астероїдів (34901—35000)
| Назва                  | Тимчасове позначення | Дата відкриття   | Місце відкриття          | Відкривач                                              |
| ---------------------- | -------------------- | ---------------- | ------------------------ | ------------------------------------------------------ |
| 34901 Mauna Loa        | 2699 P-L             | 24 вересня 1960  | Паломарська обсерваторія | К. Й. ван Гаутен, І. ван Гаутен-Ґроневельд, Т. Герельс |
| (34902) 2728 P-L       | 2728 P-L             | 24 вересня 1960  | Паломарська обсерваторія | К. Й. ван Гаутен, І. ван Гаутен-Ґроневельд, Т. Герельс |
| (34903) 3037 P-L       | 3037 P-L             | 24 вересня 1960  | Паломарська обсерваторія | К. Й. ван Гаутен, І. ван Гаутен-Ґроневельд, Т. Герельс |
| (34904) 3085 P-L       | 3085 P-L             | 25 вересня 1960  | Паломарська обсерваторія | К. Й. ван Гаутен, І. ван Гаутен-Ґроневельд, Т. Герельс |
| (34905) 3110 P-L       | 3110 P-L             | 24 вересня 1960  | Паломарська обсерваторія | К. Й. ван Гаутен, І. ван Гаутен-Ґроневельд, Т. Герельс |
| (34906) 3116 P-L       | 3116 P-L             | 24 вересня 1960  | Паломарська обсерваторія | К. Й. ван Гаутен, І. ван Гаутен-Ґроневельд, Т. Герельс |
| (34907) 3527 P-L       | 3527 P-L             | 17 жовтня 1960   | Паломарська обсерваторія | К. Й. ван Гаутен, І. ван Гаутен-Ґроневельд, Т. Герельс |
| (34908) 3528 P-L       | 3528 P-L             | 17 жовтня 1960   | Паломарська обсерваторія | К. Й. ван Гаутен, І. ван Гаутен-Ґроневельд, Т. Герельс |
| (34909) 3534 P-L       | 3534 P-L             | 17 жовтня 1960   | Паломарська обсерваторія | К. Й. ван Гаутен, І. ван Гаутен-Ґроневельд, Т. Герельс |
| (34910) 4052 P-L       | 4052 P-L             | 24 вересня 1960  | Паломарська обсерваторія | К. Й. ван Гаутен, І. ван Гаутен-Ґроневельд, Т. Герельс |
| (34911) 4288 P-L       | 4288 P-L             | 24 вересня 1960  | Паломарська обсерваторія | К. Й. ван Гаутен, І. ван Гаутен-Ґроневельд, Т. Герельс |
| (34912) 4314 P-L       | 4314 P-L             | 24 вересня 1960  | Паломарська обсерваторія | К. Й. ван Гаутен, І. ван Гаутен-Ґроневельд, Т. Герельс |
| (34913) 4527 P-L       | 4527 P-L             | 24 вересня 1960  | Паломарська обсерваторія | К. Й. ван Гаутен, І. ван Гаутен-Ґроневельд, Т. Герельс |
| (34914) 4535 P-L       | 4535 P-L             | 24 вересня 1960  | Паломарська обсерваторія | К. Й. ван Гаутен, І. ван Гаутен-Ґроневельд, Т. Герельс |
| (34915) 4564 P-L       | 4564 P-L             | 24 вересня 1960  | Паломарська обсерваторія | К. Й. ван Гаутен, І. ван Гаутен-Ґроневельд, Т. Герельс |
| (34916) 4595 P-L       | 4595 P-L             | 24 вересня 1960  | Паломарська обсерваторія | К. Й. ван Гаутен, І. ван Гаутен-Ґроневельд, Т. Герельс |
| (34917) 4616 P-L       | 4616 P-L             | 24 вересня 1960  | Паломарська обсерваторія | К. Й. ван Гаутен, І. ван Гаутен-Ґроневельд, Т. Герельс |
| (34918) 4654 P-L       | 4654 P-L             | 24 вересня 1960  | Паломарська обсерваторія | К. Й. ван Гаутен, І. ван Гаутен-Ґроневельд, Т. Герельс |
| 34919 Імельда (Imelda) | 4710 P-L             | 24 вересня 1960  | Паломарська обсерваторія | К. Й. ван Гаутен, І. ван Гаутен-Ґроневельд, Т. Герельс |
| (34920) 4735 P-L       | 4735 P-L             | 24 вересня 1960  | Паломарська обсерваторія | К. Й. ван Гаутен, І. ван Гаутен-Ґроневельд, Т. Герельс |
| (34921) 4801 P-L       | 4801 P-L             | 24 вересня 1960  | Паломарська обсерваторія | К. Й. ван Гаутен, І. ван Гаутен-Ґроневельд, Т. Герельс |
| (34922) 4825 P-L       | 4825 P-L             | 24 вересня 1960  | Паломарська обсерваторія | К. Й. ван Гаутен, І. ван Гаутен-Ґроневельд, Т. Герельс |
| (34923) 4870 P-L       | 4870 P-L             | 24 вересня 1960  | Паломарська обсерваторія | К. Й. ван Гаутен, І. ван Гаутен-Ґроневельд, Т. Герельс |
| (34924) 6109 P-L       | 6109 P-L             | 24 вересня 1960  | Паломарська обсерваторія | К. Й. ван Гаутен, І. ван Гаутен-Ґроневельд, Т. Герельс |
| (34925) 6114 P-L       | 6114 P-L             | 24 вересня 1960  | Паломарська обсерваторія | К. Й. ван Гаутен, І. ван Гаутен-Ґроневельд, Т. Герельс |
| (34926) 6133 P-L       | 6133 P-L             | 24 вересня 1960  | Паломарська обсерваторія | К. Й. ван Гаутен, І. ван Гаутен-Ґроневельд, Т. Герельс |
| (34927) 6189 P-L       | 6189 P-L             | 24 вересня 1960  | Паломарська обсерваторія | К. Й. ван Гаутен, І. ван Гаутен-Ґроневельд, Т. Герельс |
| (34928) 6230 P-L       | 6230 P-L             | 24 вересня 1960  | Паломарська обсерваторія | К. Й. ван Гаутен, І. ван Гаутен-Ґроневельд, Т. Герельс |
| (34929) 6522 P-L       | 6522 P-L             | 26 вересня 1960  | Паломарська обсерваторія | К. Й. ван Гаутен, І. ван Гаутен-Ґроневельд, Т. Герельс |
| (34930) 6570 P-L       | 6570 P-L             | 24 вересня 1960  | Паломарська обсерваторія | К. Й. ван Гаутен, І. ван Гаутен-Ґроневельд, Т. Герельс |
| (34931) 6621 P-L       | 6621 P-L             | 24 вересня 1960  | Паломарська обсерваторія | К. Й. ван Гаутен, І. ван Гаутен-Ґроневельд, Т. Герельс |
| (34932) 6644 P-L       | 6644 P-L             | 26 вересня 1960  | Паломарська обсерваторія | К. Й. ван Гаутен, І. ван Гаутен-Ґроневельд, Т. Герельс |
| (34933) 6652 P-L       | 6652 P-L             | 24 вересня 1960  | Паломарська обсерваторія | К. Й. ван Гаутен, І. ван Гаутен-Ґроневельд, Т. Герельс |
| (34934) 6689 P-L       | 6689 P-L             | 24 вересня 1960  | Паломарська обсерваторія | К. Й. ван Гаутен, І. ван Гаутен-Ґроневельд, Т. Герельс |
| (34935) 6780 P-L       | 6780 P-L             | 24 вересня 1960  | Паломарська обсерваторія | К. Й. ван Гаутен, І. ван Гаутен-Ґроневельд, Т. Герельс |
| (34936) 6861 P-L       | 6861 P-L             | 24 вересня 1960  | Паломарська обсерваторія | К. Й. ван Гаутен, І. ван Гаутен-Ґроневельд, Т. Герельс |
| (34937) 9063 P-L       | 9063 P-L             | 17 жовтня 1960   | Паломарська обсерваторія | К. Й. ван Гаутен, І. ван Гаутен-Ґроневельд, Т. Герельс |
| (34938) 9562 P-L       | 9562 P-L             | 17 жовтня 1960   | Паломарська обсерваторія | К. Й. ван Гаутен, І. ван Гаутен-Ґроневельд, Т. Герельс |
| (34939) 9575 P-L       | 9575 P-L             | 17 жовтня 1960   | Паломарська обсерваторія | К. Й. ван Гаутен, І. ван Гаутен-Ґроневельд, Т. Герельс |
| (34940) 9586 P-L       | 9586 P-L             | 17 жовтня 1960   | Паломарська обсерваторія | К. Й. ван Гаутен, І. ван Гаутен-Ґроневельд, Т. Герельс |
| (34941) 1244 T-1       | 1244 T-1             | 25 березня 1971  | Паломарська обсерваторія | К. Й. ван Гаутен, І. ван Гаутен-Ґроневельд, Т. Герельс |
| (34942) 1275 T-1       | 1275 T-1             | 25 березня 1971  | Паломарська обсерваторія | К. Й. ван Гаутен, І. ван Гаутен-Ґроневельд, Т. Герельс |
| (34943) 1286 T-1       | 1286 T-1             | 25 березня 1971  | Паломарська обсерваторія | К. Й. ван Гаутен, І. ван Гаутен-Ґроневельд, Т. Герельс |
| (34944) 2202 T-1       | 2202 T-1             | 25 березня 1971  | Паломарська обсерваторія | К. Й. ван Гаутен, І. ван Гаутен-Ґроневельд, Т. Герельс |
| (34945) 2263 T-1       | 2263 T-1             | 25 березня 1971  | Паломарська обсерваторія | К. Й. ван Гаутен, І. ван Гаутен-Ґроневельд, Т. Герельс |
| (34946) 2286 T-1       | 2286 T-1             | 25 березня 1971  | Паломарська обсерваторія | К. Й. ван Гаутен, І. ван Гаутен-Ґроневельд, Т. Герельс |
| (34947) 3298 T-1       | 3298 T-1             | 26 березня 1971  | Паломарська обсерваторія | К. Й. ван Гаутен, І. ван Гаутен-Ґроневельд, Т. Герельс |
| (34948) 4103 T-1       | 4103 T-1             | 26 березня 1971  | Паломарська обсерваторія | К. Й. ван Гаутен, І. ван Гаутен-Ґроневельд, Т. Герельс |
| (34949) 4111 T-1       | 4111 T-1             | 26 березня 1971  | Паломарська обсерваторія | К. Й. ван Гаутен, І. ван Гаутен-Ґроневельд, Т. Герельс |
| (34950) 4188 T-1       | 4188 T-1             | 26 березня 1971  | Паломарська обсерваторія | К. Й. ван Гаутен, І. ван Гаутен-Ґроневельд, Т. Герельс |
| (34951) 4221 T-1       | 4221 T-1             | 26 березня 1971  | Паломарська обсерваторія | К. Й. ван Гаутен, І. ван Гаутен-Ґроневельд, Т. Герельс |
| (34952) 4874 T-1       | 4874 T-1             | 13 травня 1971   | Паломарська обсерваторія | К. Й. ван Гаутен, І. ван Гаутен-Ґроневельд, Т. Герельс |
| (34953) 1008 T-2       | 1008 T-2             | 29 вересня 1973  | Паломарська обсерваторія | К. Й. ван Гаутен, І. ван Гаутен-Ґроневельд, Т. Герельс |
| (34954) 1032 T-2       | 1032 T-2             | 29 вересня 1973  | Паломарська обсерваторія | К. Й. ван Гаутен, І. ван Гаутен-Ґроневельд, Т. Герельс |
| (34955) 1044 T-2       | 1044 T-2             | 29 вересня 1973  | Паломарська обсерваторія | К. Й. ван Гаутен, І. ван Гаутен-Ґроневельд, Т. Герельс |
| (34956) 1327 T-2       | 1327 T-2             | 29 вересня 1973  | Паломарська обсерваторія | К. Й. ван Гаутен, І. ван Гаутен-Ґроневельд, Т. Герельс |
| (34957) 1347 T-2       | 1347 T-2             | 29 вересня 1973  | Паломарська обсерваторія | К. Й. ван Гаутен, І. ван Гаутен-Ґроневельд, Т. Герельс |
| (34958) 1357 T-2       | 1357 T-2             | 29 вересня 1973  | Паломарська обсерваторія | К. Й. ван Гаутен, І. ван Гаутен-Ґроневельд, Т. Герельс |
| (34959) 2077 T-2       | 2077 T-2             | 29 вересня 1973  | Паломарська обсерваторія | К. Й. ван Гаутен, І. ван Гаутен-Ґроневельд, Т. Герельс |
| (34960) 2100 T-2       | 2100 T-2             | 29 вересня 1973  | Паломарська обсерваторія | К. Й. ван Гаутен, І. ван Гаутен-Ґроневельд, Т. Герельс |
| (34961) 2252 T-2       | 2252 T-2             | 29 вересня 1973  | Паломарська обсерваторія | К. Й. ван Гаутен, І. ван Гаутен-Ґроневельд, Т. Герельс |
| (34962) 2307 T-2       | 2307 T-2             | 29 вересня 1973  | Паломарська обсерваторія | К. Й. ван Гаутен, І. ван Гаутен-Ґроневельд, Т. Герельс |
| (34963) 3091 T-2       | 3091 T-2             | 30 вересня 1973  | Паломарська обсерваторія | К. Й. ван Гаутен, І. ван Гаутен-Ґроневельд, Т. Герельс |
| (34964) 3122 T-2       | 3122 T-2             | 30 вересня 1973  | Паломарська обсерваторія | К. Й. ван Гаутен, І. ван Гаутен-Ґроневельд, Т. Герельс |
| (34965) 3221 T-2       | 3221 T-2             | 30 вересня 1973  | Паломарська обсерваторія | К. Й. ван Гаутен, І. ван Гаутен-Ґроневельд, Т. Герельс |
| (34966) 3260 T-2       | 3260 T-2             | 30 вересня 1973  | Паломарська обсерваторія | К. Й. ван Гаутен, І. ван Гаутен-Ґроневельд, Т. Герельс |
| (34967) 3269 T-2       | 3269 T-2             | 30 вересня 1973  | Паломарська обсерваторія | К. Й. ван Гаутен, І. ван Гаутен-Ґроневельд, Т. Герельс |
| (34968) 4094 T-2       | 4094 T-2             | 29 вересня 1973  | Паломарська обсерваторія | К. Й. ван Гаутен, І. ван Гаутен-Ґроневельд, Т. Герельс |
| (34969) 4108 T-2       | 4108 T-2             | 29 вересня 1973  | Паломарська обсерваторія | К. Й. ван Гаутен, І. ван Гаутен-Ґроневельд, Т. Герельс |
| (34970) 4218 T-2       | 4218 T-2             | 29 вересня 1973  | Паломарська обсерваторія | К. Й. ван Гаутен, І. ван Гаутен-Ґроневельд, Т. Герельс |
| (34971) 4286 T-2       | 4286 T-2             | 29 вересня 1973  | Паломарська обсерваторія | К. Й. ван Гаутен, І. ван Гаутен-Ґроневельд, Т. Герельс |
| (34972) 5039 T-2       | 5039 T-2             | 25 вересня 1973  | Паломарська обсерваторія | К. Й. ван Гаутен, І. ван Гаутен-Ґроневельд, Т. Герельс |
| (34973) 5157 T-2       | 5157 T-2             | 25 вересня 1973  | Паломарська обсерваторія | К. Й. ван Гаутен, І. ван Гаутен-Ґроневельд, Т. Герельс |
| (34974) 5164 T-2       | 5164 T-2             | 25 вересня 1973  | Паломарська обсерваторія | К. Й. ван Гаутен, І. ван Гаутен-Ґроневельд, Т. Герельс |
| (34975) 1050 T-3       | 1050 T-3             | 17 жовтня 1977   | Паломарська обсерваторія | К. Й. ван Гаутен, І. ван Гаутен-Ґроневельд, Т. Герельс |
| (34976) 1115 T-3       | 1115 T-3             | 17 жовтня 1977   | Паломарська обсерваторія | К. Й. ван Гаутен, І. ван Гаутен-Ґроневельд, Т. Герельс |
| (34977) 1167 T-3       | 1167 T-3             | 17 жовтня 1977   | Паломарська обсерваторія | К. Й. ван Гаутен, І. ван Гаутен-Ґроневельд, Т. Герельс |
| (34978) 1901 T-3       | 1901 T-3             | 17 жовтня 1977   | Паломарська обсерваторія | К. Й. ван Гаутен, І. ван Гаутен-Ґроневельд, Т. Герельс |
| (34979) 2173 T-3       | 2173 T-3             | 16 жовтня 1977   | Паломарська обсерваторія | К. Й. ван Гаутен, І. ван Гаутен-Ґроневельд, Т. Герельс |
| (34980) 2307 T-3       | 2307 T-3             | 16 жовтня 1977   | Паломарська обсерваторія | К. Й. ван Гаутен, І. ван Гаутен-Ґроневельд, Т. Герельс |
| (34981) 2342 T-3       | 2342 T-3             | 16 жовтня 1977   | Паломарська обсерваторія | К. Й. ван Гаутен, І. ван Гаутен-Ґроневельд, Т. Герельс |
| (34982) 2494 T-3       | 2494 T-3             | 16 жовтня 1977   | Паломарська обсерваторія | К. Й. ван Гаутен, І. ван Гаутен-Ґроневельд, Т. Герельс |
| (34983) 3046 T-3       | 3046 T-3             | 16 жовтня 1977   | Паломарська обсерваторія | К. Й. ван Гаутен, І. ван Гаутен-Ґроневельд, Т. Герельс |
| (34984) 3163 T-3       | 3163 T-3             | 16 жовтня 1977   | Паломарська обсерваторія | К. Й. ван Гаутен, І. ван Гаутен-Ґроневельд, Т. Герельс |
| (34985) 3286 T-3       | 3286 T-3             | 16 жовтня 1977   | Паломарська обсерваторія | К. Й. ван Гаутен, І. ван Гаутен-Ґроневельд, Т. Герельс |
| (34986) 3837 T-3       | 3837 T-3             | 16 жовтня 1977   | Паломарська обсерваторія | К. Й. ван Гаутен, І. ван Гаутен-Ґроневельд, Т. Герельс |
| (34987) 4065 T-3       | 4065 T-3             | 16 жовтня 1977   | Паломарська обсерваторія | К. Й. ван Гаутен, І. ван Гаутен-Ґроневельд, Т. Герельс |
| (34988) 4222 T-3       | 4222 T-3             | 16 жовтня 1977   | Паломарська обсерваторія | К. Й. ван Гаутен, І. ван Гаутен-Ґроневельд, Т. Герельс |
| (34989) 4251 T-3       | 4251 T-3             | 16 жовтня 1977   | Паломарська обсерваторія | К. Й. ван Гаутен, І. ван Гаутен-Ґроневельд, Т. Герельс |
| (34990) 4270 T-3       | 4270 T-3             | 16 жовтня 1977   | Паломарська обсерваторія | К. Й. ван Гаутен, І. ван Гаутен-Ґроневельд, Т. Герельс |
| (34991) 4295 T-3       | 4295 T-3             | 16 жовтня 1977   | Паломарська обсерваторія | К. Й. ван Гаутен, І. ван Гаутен-Ґроневельд, Т. Герельс |
| (34992) 4418 T-3       | 4418 T-3             | 16 жовтня 1977   | Паломарська обсерваторія | К. Й. ван Гаутен, І. ван Гаутен-Ґроневельд, Т. Герельс |
| 34993 Euaimon          | 1973 SR1             | 20 вересня 1973  | Паломарська обсерваторія | К. Й. ван Гаутен, І. ван Гаутен-Ґроневельд, Т. Герельс |
| (34994) 1977 CS1       | 1977 CS1             | 11 лютого 1977   | Паломарська обсерваторія | Ш. Дж. Бас                                             |
| (34995) 1977 DP2       | 1977 DP2             | 18 лютого 1977   | Обсерваторія Кісо        | Хірокі Косаї, Кіїтіро Фурукава                         |
| (34996) 1977 DH4       | 1977 DH4             | 18 лютого 1977   | Обсерваторія Кісо        | Хірокі Косаї, Кіїтіро Фурукава                         |
| (34997) 1978 OP        | 1978 OP              | 28 липня 1978    | Пертська обсерваторія    | Пертська обсерваторія                                  |
| (34998) 1978 SE        | 1978 SE              | 27 вересня 1978  | Обсерваторія Ла-Сілья    | Річард Вест                                            |
| (34999) 1978 VC3       | 1978 VC3             | 7 листопада 1978 | Паломарська обсерваторія | Е. Гелін, Ш. Дж. Бас                                   |
| (35000) 1978 VN3       | 1978 VN3             | 7 листопада 1978 | Паломарська обсерваторія | Е. Гелін, Ш. Дж. Бас                                   |

| ← Астероїди 30001—40000 → |             |             |             |             |             |             |             |             |             |
| 30001—30100               | 31001—31100 | 32001—32100 | 33001—33100 | 34001—34100 | 35001—35100 | 36001—36100 | 37001—37100 | 38001—38100 | 39001—39100 |
| 30101—30200               | 31101—31200 | 32101—32200 | 33101—33200 | 34101—34200 | 35101—35200 | 36101—36200 | 37101—37200 | 38101—38200 | 39101—39200 |
| 30201—30300               | 31201—31300 | 32201—32300 | 33201—33300 | 34201—34300 | 35201—35300 | 36201—36300 | 37201—37300 | 38201—38300 | 39201—39300 |
| 30301—30400               | 31301—31400 | 32301—32400 | 33301—33400 | 34301—34400 | 35301—35400 | 36301—36400 | 37301—37400 | 38301—38400 | 39301—39400 |
| 30401—30500               | 31401—31500 | 32401—32500 | 33401—33500 | 34401—34500 | 35401—35500 | 36401—36500 | 37401—37500 | 38401—38500 | 39401—39500 |
| 30501—30600               | 31501—31600 | 32501—32600 | 33501—33600 | 34501—34600 | 35501—35600 | 36501—36600 | 37501—37600 | 38501—38600 | 39501—39600 |
| 30601—30700               | 31601—31700 | 32601—32700 | 33601—33700 | 34601—34700 | 35601—35700 | 36601—36700 | 37601—37700 | 38601—38700 | 39601—39700 |
| 30701—30800               | 31701—31800 | 32701—32800 | 33701—33800 | 34701—34800 | 35701—35800 | 36701—36800 | 37701—37800 | 38701—38800 | 39701—39800 |
| 30801—30900               | 31801—31900 | 32801—32900 | 33801—33900 | 34801—34900 | 35801—35900 | 36801—36900 | 37801—37900 | 38801—38900 | 39801—39900 |
| 30901—31000               | 31901—32000 | 32901—33000 | 33901—34000 | 34901—35000 | 35901—36000 | 36901—37000 | 37901—38000 | 38901—39000 | 39901—40000 |